# Worlington (Suffolk)
Worlington est un village et une paroisse civile du Suffolk, en Angleterre.